# Anthracothorax prevostii
Anthracothorax prevostii là một loài chim trong họ Trochilidae.

## Hình ảnh

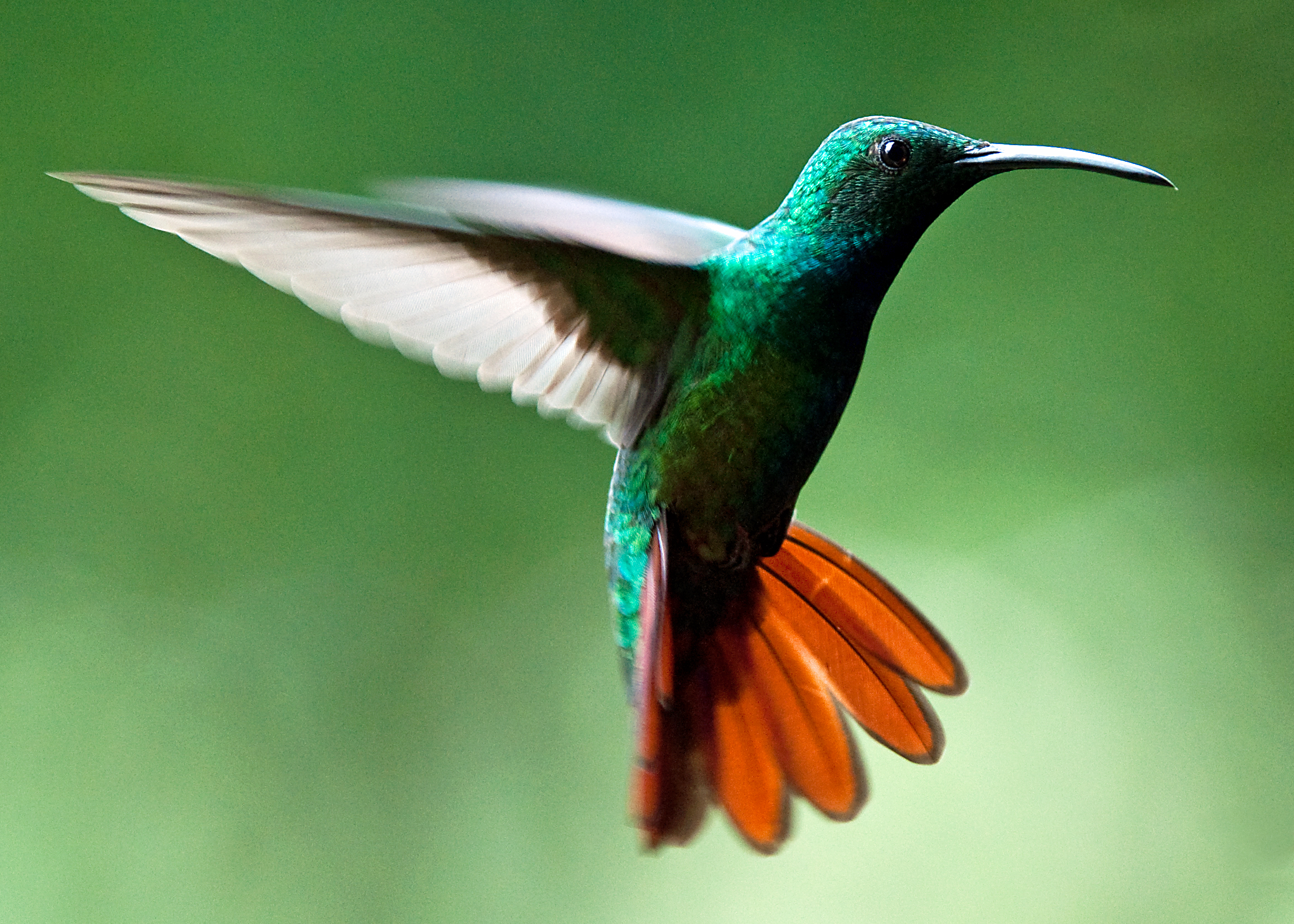
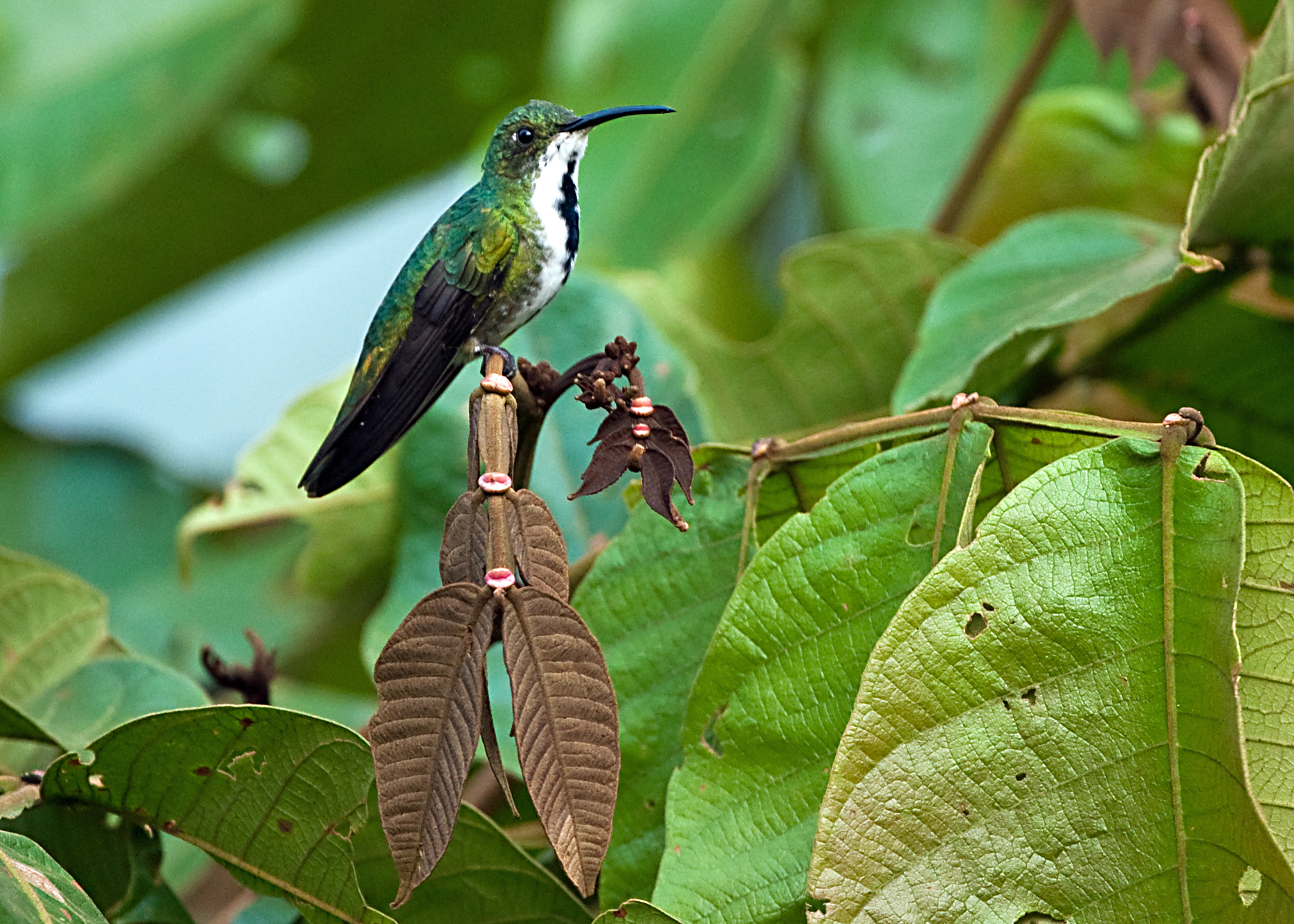